# تیم ملی والیبال مردان ازبکستان
تیم ملی والیبال مردان ازبکستان تیم ملی والیبال مردان کشور ازبکستان است.